# Brachystelma gymnopodum
Brachystelma gymnopodum är en oleanderväxtart som först beskrevs av Rudolf Schlechter, och fick sitt nu gällande namn av P. V. Bruyns. Brachystelma gymnopodum ingår i släktet Brachystelma och familjen oleanderväxter. Inga underarter finns listade i Catalogue of Life.